# Бояры (Кричевский район)
Бояры (бел. Баяры) — деревня в Кричевском районе Могилёвской области Белоруссии. Входит в состав Бельского сельсовета.

## География
Деревня находится в северо-восточной части Могилёвской области, в пределах Оршанско-Могилёвской равнины, на правом берегу реки Чёрная Натопа, на расстоянии примерно 12 километров (по прямой) к северу от Кричева, административного центра района. Абсолютная высота — 159 метров над уровнем моря. К востоку от населённого пункта проходит республиканская автодорога Р15.
27 сентября 2024 года Лобковичский сельсовет Кричевского района Могилёвской области переименован в сельсовет «Бельскі» (на русском языке – «Бельский»).

## История
Согласно «Списку населенных мест Могилёвской губернии» 1910 года издания населённый пункт входил в состав Телятковского сельского общества Малятичской волости Чериковского уезда Могилёвской губернии. В деревне имелось 17 дворов и проживало 72 человека (30 мужчин и 42 женщины).

## Население

### Численность
- 2009 год — 4 жителей

### Динамика
- 2009 год — 4 жителей